# Euathlus truculentus
Espèce
Synonymes
- Paraphysa phryxotrichoides Strand, 1907

Euathlus truculentus est une espèce d'araignées mygalomorphes de la famille des Theraphosidae.

## Distribution
Cette espèce se rencontre au Chili et en Argentine.

## Publication originale
- (de) Ausserer, 1875 : Zweiter Beitrag zur Kenntniss der Arachniden-Familie der Territelariae Thorell (Mygalidae Autor). Verhandlungen der kaiserlich-königlichen zoologisch-botanischen Gesellschaft in Wien, vol. 25, p. 125-206 (texte intégral).